# Xanthoconium stramineum
Xanthoconium stramineum är en svampart som först beskrevs av William Alphonso Murrill, och fick sitt nu gällande namn av Rolf Singer 1944. Xanthoconium stramineum ingår i släktet Xanthoconium och familjen Boletaceae.   Inga underarter finns listade i Catalogue of Life.

## Bildgalleri

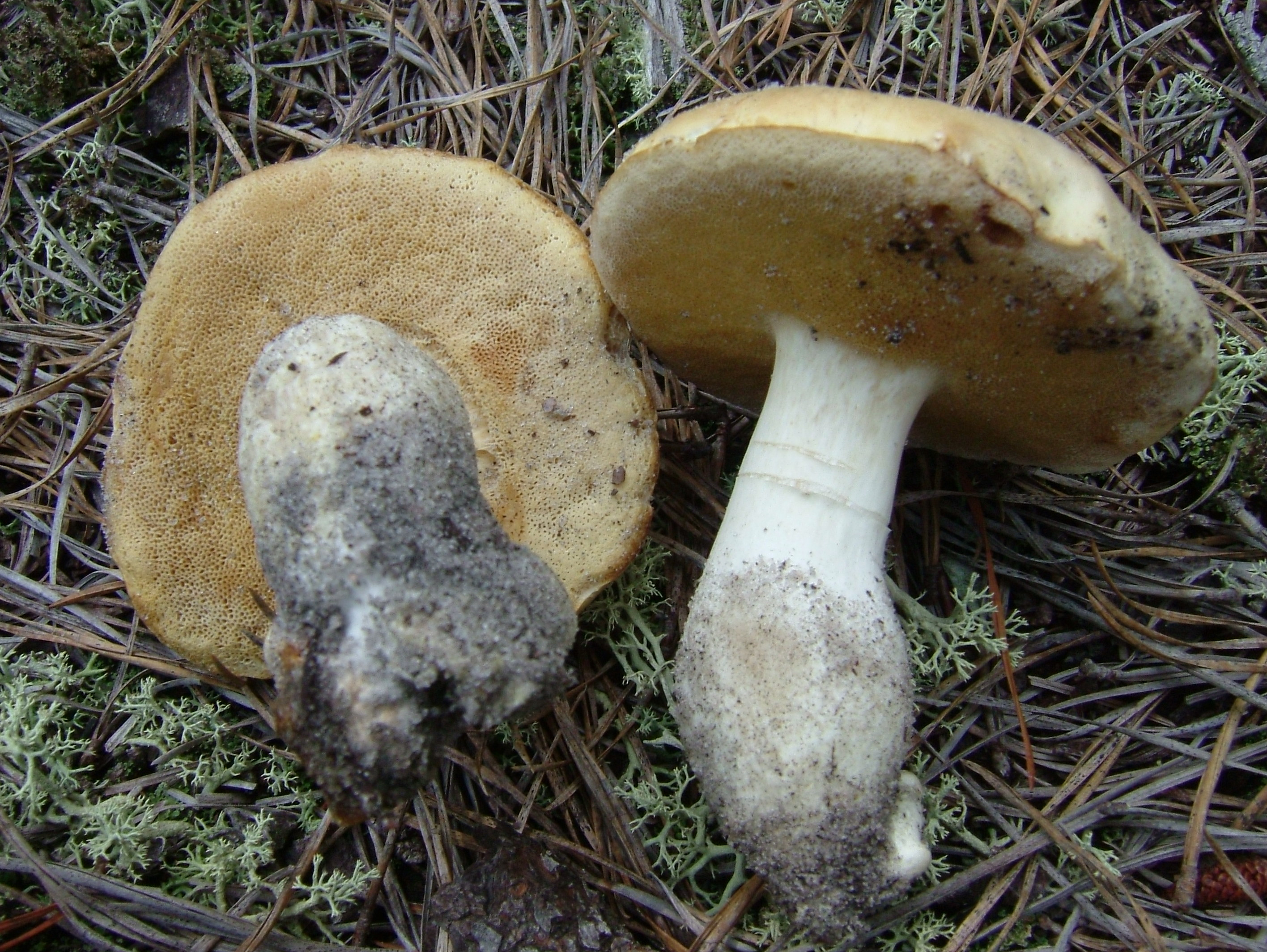